# Kajillionaire
Kajillionaire es una película estadounidense de comedia y drama, escrita y dirigida por Miranda July. Está protagonizada por Evan Rachel Wood, Richard Jenkins, Debra Winger, Gina Rodríguez y Mark Ivanir.
Kajillionaire tuvo su estreno mundial en el Festival de Cine de Sundance el 25 de enero de 2020, y se estrenó en cines el 25 de septiembre de 2020, seguido de vídeo bajo demanda el 16 de octubre de 2020, por Focus Features en Estados Unidos, y Universal Pictures internacionalmente.

## Reparto
- Evan Rachel Wood como Old Dolio Dyne
- Richard Jenkins como Robert Dyne
- Debra Winger como Theresa Dyne
- Gina Rodriguez como Melanie Whitacre
- Mark Ivanir como Stovik Mann
- Patton Oswalt
- Rachel Redleaf como Kelli Medford
- Da'Vine Joy Randolph como Jenny
- Diana-Maria Riva como Farida
- Randy Ryan como Jimmy Whitacre

## Producción
En marzo de 2018 se anunció que Miranda July escribiría y dirigiría la película, y que Brad Pitt y Youree Henley la producirían. Ese mismo mes, Evan Rachel Wood, Richard Jenkins, Debra Winger y Gina Rodríguez se unieron al reparto de la película. En junio de 2018, Mark Ivanir se unió al reparto de la película.

### Rodaje
El rodaje comenzó en mayo de 2018.

## Estreno
Se estrenó mundialmente en el Festival de Sundance el 25 de enero de 2020. Poco después, se anunció que A24 se encontraba negociando para adquirir los derechos de distribución de la película. Sin embargo, Focus Features adquirió los derechos de distribución de la película en los Estados Unidos, y Universal Pictures la distribuyó internacionalmente.Se estrenó en cines el 25 de septiembre de 2020, seguido de vídeo bajo demanda el 16 de octubre de 2020. Anteriormente estaba previsto que se estrenara el 18 de septiembre de 2020 y el 19 de junio de 2020.

## Recepción
En Rotten Tomatoes la película tiene un índice de aprobación del 90%, basado en 206 críticas, con una puntuación media de 7,4/10. En Metacritic la película tiene un promedio de 80 sobre 100, basado en las críticas de 11 críticos, indicando "críticas generalmente favorables".